# Spinetta/García
Spinetta/García fue un dúo conformado por Charly García y Luis Alberto Spinetta en 1984. A pesar de que se esperaba que el dúo sacara un disco, dejó como fruto solo un tema editado, en un simple y varios compilados: «Rezo por vos».

## Historia

### Inicios
Una leyenda cuenta la manera en que ambos músicos se conocieron personalmente: Spinetta vio a García comiendo en un restaurante (para esa época García ya había grabado el primer disco de la banda Sui Generis, Vida). Spinetta se acercó y le advirtió:

Cuidate, porque vos tenés mucho talento, pero los vampiros te van a chupar la sangre.
Luis Alberto Spinetta

Sin embargo, en una entrevista al Suplemento No (en 1992), donde Spinetta y García dieron un reportaje juntos, dijeron que esa no había sido la primera vez que se habían visto. La primera fue en el estudio Microfón, donde Spinetta estaba grabando (época Spinettalandia y sus amigos). García se acercó a Spinetta con un grabador y una cinta con la base de una canción. Spinetta le dijo desinteresadamente que estaba buena, pero la respuesta no era lo que esperaba García, que se desilusionó y nunca grabaría esa canción.

### Reuniones informales
En el disco Yendo de la cama al living (1982), la canción «Canción de 2×3» incluía un solo de guitarra sintetizada de Spinetta. «Peluca telefónica» (compuesta por Charly García, Luis Alberto Spinetta y Pedro Aznar) incluye también por parte del Flaco (Spinetta), partes de guitarra con su voz.
En 1984, para el disco Piano bar, la canción de cierre, «Total interferencia», era un tema de ambos. Según el músico Fito Páez (que en esos años tocaba con García), «Total interferencia parece como si fuera una especie de emblema argentino».

### Recital de Spinetta Jade con Serú Girán
A raíz de una nota publicada en 1980 por la revista Hurra, en la cual se planteaba la tan habitual «dicotomía antagónica» entre Spinetta y García, como si fueran los «River y Boca» del rock nacional, ambos músicos con sus respectivas bandas (Spinetta Jade y Serú Girán) brindaron un espectáculo memorable en conjunto en el estadio Obras.
En septiembre de 1980, la banda Spinetta Jade pisó por segunda vez el escenario del estadio Obras para realizar un concierto junto a Serú Girán, lo que fue considerado «el evento musical del año». Era un hecho histórico que dos grandes grupos estuvieran simultáneamente en el escenario. La función comenzó con Spinetta cantando su canción «Qué ves el cielo». A mitad del tema se agregó García, y luego hicieron juntos «Cuando ya me empiece a quedar solo» (de García). Bajo un clima enfervorizado, se agregó el guitarrista David Lebón e interpretaron «Música del alma» y luego entraron todos los demás: el bajista Pedro Aznar y el baterista Oscar Moro, por un lado, y Spinetta, el baterista Pomo, el bajista Beto Satragni, los tecladistas Diego Rapoport y Juan del Barrio por el otro. El recital se cerró con los dos grupos sobre el escenario interpretando «El mendigo en el andén» (de García y Lebón) , «Cristálida» (de Spinetta) y como bis «Despiértate nena» (de Spinetta) con el agregado del guitarrista Gustavo Bazterrica.

### «Como conseguir chicas»

Spinetta y García en 1984. Fotografía de Renata Schussheim y José Luis Perotta.

Ese iba a ser el nombre del disco de ambos (que luego García usaría para un disco propio de 1989), que incluiría las siguientes canciones (las más conocidas, hay demos de otras canciones que serían incluidas en el disco):
1. «Rezo por vos» (esta canción fue grabada por García para Parte de la religión y por Spinetta en Privé. En el compilado Grandes éxitos de García, aparece la famosa versión de ambos, así como en un disco simple de difusión para la radio, referencia Interdisc DF-108, de 1986). Spinetta dijo que esta canción había sido más una creación de García que de él.[4]
2. «La pelícana y el androide».
3. «Una sola cosa» (ambas aparecen en Privé).
4. «Hablando a tu corazón» (incluida en Tango de Charly García y Pedro Aznar).

### Ruptura y final
Las razones de la ruptura fueron múltiples, comenzando por las diferentes personalidades de Spinetta y Charly García. Spinetta debía organizar sus horarios en función de las necesidades de su familia y pretendía que ambos se enfocaran exclusivamente en la realización del álbum. García por su parte no tenía limitaciones de horario y estaba realizando varios proyectos al mismo tiempo.
Spinetta y García explicarían cada uno a su modo las causas de la ruptura, salvando ambos la gran admiración mutua que siempre se tuvieron:

Durante el tiempo que trabajamos juntos yo me sentí muy necesitado. Traté de estar cuando él me necesitaba, pero después me sentí rechazado y eso me dolió mucho... Como si él fuera el único en el papel de admirador, mientras yo no encontraba la manera de hacerle entender que también me puedo mear con sus canciones... "Pobre amor, llámenlo" (canción de Privé) es el gran amor que siento por él.

Yo estaba en otra cosa, no podía seguir ese tren. Con mis hijos chicos… No era mi forma de vivir, no podía simplemente seguirlo a él. Se le ocurría llamarte a cualquier hora para grabar y yo tenía mis cosas. Cuando vi que eso no caminaba, no volví a insistir.
Luis Alberto Spinetta

Quiero aclarar que no hay mala onda para nada. Luis es mi ídolo, sigue siendo mi ídolo. Lo que pasó es que éramos dos ídolos muy ídolos y entonces a mí se me hacía raro estar con él.
Charly García

El hecho que desbordó la situación fue un extraño suceso, al que ambos protagonistas le dieron significaciones negativas. A mediados de 1985, mientras transcurría el proyecto del álbum, ambos se presentaron en televisión para dar a conocer públicamente el primer tema que habían compuesto juntos, "Rezo por vos", que tiene un verso que dice «¡Y quemé las cortinas y me encendí de amor!». Precisamente en el momento que están saliendo al aire, García recibe una llamada en el que le avisaban que su departamento se estaba incendiando. Para agravar las coincidencias, el incendio se había producido por un cortocircuito de la videograbadora, mientras el aparato grababa el programa. En una discusión posterior al incendio, Charly García, molesto con la actitud paranoica de Spinetta, llegó a tirarle un cenicero.

Spinetta: Yo me sentía muy paranoico: me había juntado con él y le pasaban docenas de cosas malas, y me decía a mí mismo: «Puta, Luis, el yeta sos vos», y me creía el fúlmine de la historia.
Charly García: Y yo, del otro lado, le decía: «No seas paranoico, cómo te vas a hacer cargo de esto». Y, la verdad, explotamos. Eso nos quemó, nos asustó mucho.
Entrevista conjunta para el Suplemento No, 1992

.

### Luego de la separación
Después de ese año 1985, ambos músicos trabajaron en sus materiales solistas:
- Spinetta lanzó Privé (‘privado de’), el primer disco donde utilizó una máquina de ritmos (de hecho, García le prestó a «Rucci», su ya vieja batería electrónica) donde —además de dedicarle una canción a García («Pobre amor, llámenlo»)— incluyó tres de las canciones aportadas para el proyecto. Además, este álbum contiene una versión diferente de «Rezo por vos» con un riff más "spinettero" y en otra tonalidad (-1).

- García produjo Parte de la religión, donde aparece «Rezo por vos». Además se apropió del título del disco en conjunto con Spinetta (Cómo conseguir chicas) para un disco propio de 1989.

Sergio Marchi relata en el libro No digas nada una anécdota sobre el tipo de relación que mantenían Spinetta y Charly García. En 1996, Charly García recurrió al estudio La Diosa Salvaje de Spinetta, para grabar su álbum Alta fidelidad con Mercedes Sosa. En una ocasión Spinetta llegó y vio el estudio lleno de velas prendidas. De muy mal humor, Spinetta procedió a apagar cada una de las velas diciendo: "Te recuerdo que estás en un estudio de grabación. Y también te recuerdo que es el mío”.

### Reencuentro
El 23 de octubre de 2009, día del cumpleaños de Charly García, este realizó un recital en el estadio de Vélez Sársfield. Al momento de tocar «Rezo por vos», se la dedicó a su «amigo y maestro, Luis Alberto Spinetta», quien acto seguido subió al escenario y tocaron el tema juntos. 
El 12 de noviembre de 2009, García y Spinetta se volvieron a juntar para tocar en un bar de manera íntima para presentar lo que sería el recital de Spinetta en Vélez.
En su concierto de Las Bandas Eternas, Spinetta tocó una versión del tema de Garcia "Filosofía barata y zapatos de goma".
Luis Alberto Spinetta falleció el 8 de febrero de 2012, víctima de un cáncer de pulmón.